# とうきゅう留学生奨学財団
公益財団法人 とうきゅう留学生奨学財団（とうきゅうりゅうがくせいしょうがくざいだん、Tokyu Foundation for Foreign Students）は、かつて存在した、日本の大学院で勉強・研究しているアジア・太平洋地域諸国からの留学生に対して奨学金を給付し援助する公益法人。1975年に財団法人とうきゅう外来留学生奨学財団（文部科学省所管）」として発足し、2011年11月1日に公益財団法人とうきゅう留学生奨学財団になった。財団創立者は五島昇。
2019年4月1日をもって東急財団に吸収合併された。

## 概要
- 所在：東京都渋谷区渋谷1-16-14
- 設立経緯

創立者である五島昇が提唱した「国際感覚を身に付けた人材の育成をはかるとともに、日本と諸外国との国際文化交流を推進させ、真に友好的善隣関係をうち立てよう」という趣旨を実現するために設立された。
- 目的

日本の大学院で勉強・研究しているアジア・太平洋地域諸国からの留学生に対して奨学金を給付し、目的が達成できるよう援助することとし、また、東急グループ企業の社員及び財団関係者等と奨学生との密接なコミュニケーションにより、諸外国との友好的な関係を育てていくことも目指している。
なお、奨学金をはじめとする金銭的援助について、留学生には返済義務は一切ない。

## 沿革
- 1975年10月23日 - 東急グループ企業および財団設立の趣旨賛同者の拠出金によって設立。